# آتشفشان کنگو
آتشفشان کنگو (به لاتین: Congo Volcano) یک آتشفشان در کاستاریکا است. آتشفشان کنگو ۲٬۰۱۴ متر بالاتر از سطح دریا واقع شده‌است.